# Fabriciana chlorotis
Fabriciana chlorotis är en fjärilsart som beskrevs av Hans Fruhstorfer 1907. Fabriciana chlorotis ingår i släktet Fabriciana och familjen praktfjärilar. Inga underarter finns listade i Catalogue of Life.